# 連六棋
連六棋，又名六子棋（connect6），為改良自五子棋一般規則及連珠棋規中「先手必勝」之不合理情況及國際棋規中之繁複規則。發明人為國立交通大學資訊工程系教授吳毅成。

## 遊戲規則
規則與五子棋非常相似，除了第一次黑方下一顆子外，之後黑白雙方輪流每次各下兩子，先連成六子者獲勝。
因為公平性不是問題，棋盤是可以任意地大，甚至是無限大亦可。對一般玩家而言，採用圍棋的十九路棋盤即可。
對專業棋士而言，採用五十九路棋盤。專業棋士可用電腦玩五十九路棋盤；若不用電腦玩的話，也可以拿3×3個圍棋棋盤合併起來玩。由於棋盤接合的線也算一路，這9個棋盤共形成五十九路的大棋盤。當然，在實際對局時，應先用一個圍棋的十九路棋盤開始；當下超過棋盤時，才拿新的棋盤合併上去。

## 公平性
原則上，許多複雜的遊戲如圍棋及象棋等，也都無法宣稱絕對公平。因此對公平性，只能先從幾個角度來論證。
- 對六子棋來說，每當一方下出一步（兩子）時，該方一定比對方多出一顆子。這很自然地使得六子棋具有相當的公平性，不會偏向某個玩家。與五子棋相比，明顯地是較為公平的遊戲。

- 目前發明者完成了一個六子棋程序。這個程序大都可以擊敗一般玩家。這裡先由電腦產生一千多種開局的樣式，然後讓電腦對電腦下。直到目前為止，還沒有發現，對某一方，特別有利。

- 另外，吳教授也證明了白方不能脫離戰場，否則黑方勝。這個理論迫使雙方必須從中心點開始纏鬥。

當然，公平性需要更多實戰的經驗，及一段時間的驗證。

## 複雜度
對六子棋而言，因為公平性不是問題，所以棋盤是可以任意地大，甚至是無限大亦可（不像沒有附加規則的五子棋，以及原始的沒有附加規則的連珠，如果棋盤是無限大，先手就必勝）。以上述的十九路棋盤為例，所謂狀態空間複雜度可達{\displaystyle 10^{172}}，與圍棋相當。而競賽樹複雜度，亦可達：{\displaystyle ({\frac {300\times 300}{2}})^{30}}至{\displaystyle 10^{140}}，遠大於五子棋。
若用五十九路棋盤，則狀態空間複雜度大過圍棋，而競賽樹複雜度也不亞於圍棋。
另外值得一提的是五子棋的棋盤是15×15的原因是：Goro Sakata及Wataru Ikawa兩位專家提到愈大的棋盤，愈增加黑方獲勝的機會，因此需要縮小棋盤大小。某些人認為小棋盤，複雜度自然變小，讓電腦更容易窮舉出五子棋的勝負，但許多黑棋必勝的變化因棋盤變小，反而變成雙方可下的變化，所以複雜度是否變小還未有定論。而改良後的五子棋加入了交換的開局規則，解決了為人詬病的公平性問題，成為可以使用在專業比賽的競技棋類。

## 歷史
- 2003年暑假的某一天，吳毅成教授與女兒下五子棋中，發展出這個玩法。
- 2004年初，吳教授的碩士班學生黃德彥參與這項研究，並作為個人的碩士論文。
- 2005年初，他們完成了第一個六子棋程式，與電腦對弈，這個程式大都可以擊敗他們。而他們也製造出各種開局的樣式（有1283種），讓電腦對電腦下。直到目前為止，還沒有發現，對某一方，特別有利。
- 2005年9月，他們整理這些研究結果成為論文並發表在第十一屆的國際電腦賽局發展研討會中。其中提出一些理論，證明白方不能脫離戰場，否則黑方勝。這個理論迫使雙方必須從中心點開始纏鬥。
- 2005年9月，群想網路科技完成第一個六子棋線上遊戲提供免費試玩。
- 2005年9月20-21日，六子棋發表到臺灣各大媒體。
- 2005年，有興趣的相關人士，開始討論籌組六子棋協會，並開闢六子棋論壇。
- 2006年5月，在義大利杜林舉辦的第11屆奧林匹亞電腦遊戲程式競賽，第一次加入六子棋項目。吳教授之六子棋程式NCTU6獲得金牌，可參考詳細結果 （页面存档备份，存于）。
- 2006年7月16日，在台灣新竹舉辦第一屆交通大學盃公開賽，可參考詳細結果。
- 2007年8月24日，曾獲得世界圍棋棋王的周俊勳，公開嘗試與NCTU6對弈，三戰皆敗北。
- 2007年8月26日，在台灣新竹舉辦第二屆交通大學盃公開賽。
- 2007年10月，第二届中国机器博弈锦标赛中首次加入六子棋项目，东北大学棋天大圣程序夺冠。

## 外部連結
- 六子棋中文首頁
- 六子棋線上對弈 （页面存档备份，存于）
- 六子棋協會 （页面存档备份，存于）
- 中国六子棋联盟（六子棋中文论坛，有慢棋游戏室） （页面存档备份，存于）
- 人肉搜索六子棋即时对战
- 美國著名桌上遊戲站BGG對六子棋的介紹 （页面存档备份，存于）
- 奧林匹亞賽揚威6子棋程式我國際奪金[永久]